# Mühlbach (Saalach)
Der Mühlbach – veraltet auch Walser Bach – ist ein künstlich angelegter rechter Mühlkanal der Saalach im Gemeindegebiet von Wals-Siezenheim in Salzburg.

## Verlauf
Der Mühlbach geht unmittelbar oberhalb des Saalachwehrs im Westen der Walser Ortschaft Käferheim nach rechts ab und fließt in einem Abstand von immer unter einem Kilometer dem Fluss parallel in meist nordöstliche bis nordnordöstliche Richtungen.
Er durchquert dabei zunächst Käferheim, trennt dann erst die Ortschaften Grünau links von Wals rechts voneinander, ist dann Grenze zwischen der zu einem großen Teil bewaldete Saalachau auf der Flussseite zur Ortschaft Walserfeld auf der flussfernen. In diesem Abschnitt zweigt von ihm links als Ast der Oberfeilbach ab, der in etwa nördlichem Lauf am Rande der Aue zu Siezenheim fließt und an der Flussbrücke von Siezenheim nach Hausmoning drüben auf der bayerischen Flussseite in die Saalach zurückfließt.
Der Mühlbach als Hauptast durchquert Siezenheim und passiert dann das Schloss Kleßheim, um sich dann am Rande des zugehörigen Golfplatzes nach links geradewegs zurück zum Fluss zu kehren. Dabei durchläuft er einen etwa 300 Meter langen Abschnitt, auf dem er in wildflussartigem Schlangenlauf zwischen zwei 50 Meter voneinander parallel laufenden Feldwegen pendeln kann. Kurz danach mündet er nach einem Lauf von etwa acht Kilometern von rechts zurück in die Saalach, wenige Meter vor dem auf der Gegenseite zulaufenden Saalbach, einem Mündungszweig des Hammerauer Mühlbachs.

### BayernAtlas („BA“)
Onlinekarte mit passendem Ausschnitt und den hier benutzten Layern: Lauf und Einzugsgebiet des Mühlbachs

Allgemeiner Einstieg ohne Voreinstellungen und Layer: BayernAtlas der Bayerischen Staatsregierung (Hinweise)

1. 1 2  Höhe nach dem Höhenlinienbild auf dem Hintergrundlayer Amtliche Karte.
2. ↑  Länge abgemessen auf dem Hintergrundlayer Amtliche Karte.